# Есир
Есир (каз. Есір) — село в Амангельдинском районе Костанайской области Казахстана. Входит в состав Амангельдинского сельского округа. Код КАТО — 393435100.

## География
Находится на правом берегу реки Жалдама, примерно в 1,5 км к северо-востоку от села Амангельды, административного центра района, на высоте 141 метра над уровнем моря.

## История
До 5 апреля 2013 года село являлось административным центром упразднённого Есирского сельского округа.

## Население
В 1999 году численность населения села составляла 800 человек (423 мужчины и 377 женщин). По данным переписи 2009 года, в селе проживал 731 человек (359 мужчин и 372 женщины).